# Zvolenská župa
Zvolenská župa / stolice, Zvolenský komitát (lat. comitatus Zoliensis, maď. Zoly (vár) megye, něm. Sohler Gespanschaft / komitát Söhl) byl jeden z komitátů, stolic a žup Uherského království.

## Charakteristika

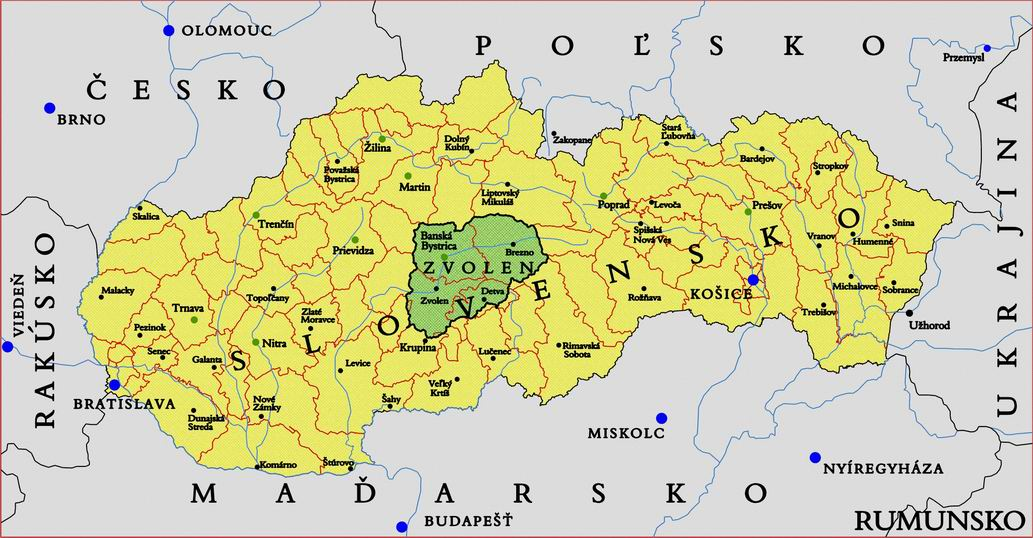
Zvolenská župa na strednom Slovensku

Zvolenská župa sousedila s Gemerskou, Malohontskou, ( pak Gemersko - Malohontskou ), Hontianskou, Liptovskou, Novohradskou, Tekovskou a Turčianskou župou. Dominantní řekou v této župě byl Hron. Území župy, navzdory masivní hornické činnosti, ještě i na konci 19. století z 55 % pokrývaly lesy. Rozloha Zvolenské župy v roce 1910 činila 2 730 km ². V současnosti se pro příslušný region pojmenování Zvolen nepoužívá, region v jihovýchodní části bývalé župy nese název Podpoľaní, zbývající část Pohroní. Území regionu Horehroní, odpovídající území okresu Brezno, bylo součástí Zvolenské a Gemerské župy.

## Centrum
Administrativním centrem komitátu byl Pustý hrad, od konce 15. století Zvolenský hrad. Župské shromáždění se konávalo ve Zvolenu. V 60. letech 18. století se centrem stolice stala Banská Bystrica.

## Dějiny
Zvolenské dominium bylo včleněno do Uherského království v druhé polovině 11. století. Součástí dominia byl i Liptov, Orava, Turiec a od poloviny 12. století i severní část Tekova. Území dominia bylo řídce osídlené a hospodářsky málo rozvinuté. Na komitát se přetvořilo na přelomu 12. a 13. století.
V 14. století, při přeměně komitátu na šlechtickou (zemanská) stolici se od Zvolenského komitátu oddělili i Liptovská, Oravská a Turčianska stolice.
V letech 1786 - 1790 byla Zvolenská stolice spojena s Turčianskou do Turčiansko-Zvolenské stolice, po smrti císaře Josefa II. se však původní stav obnovil.
Nejvýznamnějším městem stolice byla Banská Bystrica s rozvinutým školstvím (katolická a evangelická gymnázia). Významnými městy byly i Zvolen, Brezno a Krupina (od roku 1877 patřící do Hontianske župy). Banská Bystrica, Brezno, Krupina, Ľubietová a Zvolen byly svobodnými královskými městy, kde se pravidelně konávaly trhy.
V roce 1918 (potvrzeno Trianonská smlouva roce 1920) se Zvolenská župa stala součástí Československa. V roce 1920 pak byla vytvořena v rámci župního zřízení zcela nově územně vymezená Zvolenská župa. Ta byla do praxe uvedena roku 1923 a zrušena ovšem již roku 1927. V roce 1928 bylo župní zřízení na Slovensku opuštěno. Za Slovenského státu v letech 1940-1945 existovala na části území prvorepublikové Zvolenské župy Pohronská župa. V současnosti je celé území bývalé župy součástí Banskobystrického kraje.

## Národnosti
Ve Zvolenské stolici převládal slovenský živel i přes rozsáhlou kolonizaci, zejména z německy mluvících zemí. Později se poslovenštila i původně německá města.

## Okresy
Území stolice sa dělilo na dva okresy:
- Horný (Processus superior)
- Dolný (Processus inferior)

Od 19. století se označovali jako Banskobystrický a Zvolenský okres.
V roce 1910 se župa dělila na tyto okresy:
- Banská Bystrica
- Brezno
- Zvolen
- Zvolenská Slatina

Města se zřízeným magistrátem:
- Banská Bystrica
- Brezno
- Zvolen

V současnosti je území bývalé Zvolenské župy součástí těchto okresů Banskobystrického kraje:
- Banská Bystrica (celý okres)
- Banská Štiavnica (jen obec Kozelník)
- Brezno (kromě obcí od Polomky na východ a obcí Drábsko a Lom nad Rimavicou na jihu)
- Detva (kromě obcí Podkriváň a Látky)
- Zvolen (kromě obcí Dolný a Horný Tisovník, Stará Huta)